# Chủ tịch tỉnh (phim truyền hình)
Chủ tịch tỉnh là một bộ phim truyền hình được thực hiện bởi Trung tâm Phim truyền hình Việt Nam, Đài Truyền hình Việt Nam do Bùi Huy Thuần và Bùi Quốc Việt làm đạo diễn. Phim phát sóng vào lúc 20h10 thứ 2, 3, 4 hàng tuần bắt đầu từ ngày 6 tháng 6 năm 2011 và kết thúc vào ngày 31 tháng 8 năm 2011 trên kênh VTV1.

## Nội dung
Chủ tịch tỉnh xoay quanh Trí Tuệ (NSƯT Phạm Cường), một cán bộ trẻ được điều lên làm chủ tịch tỉnh Đông Giang. Sau cái chết của người tiền nhiệm là Ông Sính, sự chạy đua chức quyền với những mánh khóe, thủ đoạn diễn ra một cách khốc liệt. Trong bối cảnh hỗn loạn ấy, anh đã rất năng nổ và không ngại va chạm, đưa ra những đề xuất táo bạo, có lợi cho dân. Nhưng việc làm đó lại ảnh hưởng đến không ít đến quyền lợi của các quan chức khác trong tỉnh, khiến bản thân phải chịu nhiều hãm hại. Tuy nhiên, với sự ủng hộ từ bí thư tỉnh ủy, anh vẫn vững vàng chèo lái đưa Đông Giang ngày càng phát triển...

## Diễn viên
- NSƯT Phạm Cường trong vai Tuệ
- NSND Trần Nhượng trong vai Viện
- NSND Minh Hòa trong vai Hằng
- NSƯT Tạ Minh Thảo trong vai Hùng
- NSƯT Lệ Thu trong vai Cầm
- NSƯT Tiến Mộc trong vai Ông Sính
- NSƯT Thanh Hiền trong vai Bà Sính
- NSƯT Minh Hằng trong vai Lý
- NSƯT Đức Khuê trong vai Chung
- Vi Cầm trong vai Hương Bình
- Văn Anh trong vai Tuấn
- Thanh Hoa trong vai Kim
- NSƯT Ngọc Quỳnh trong vai Tản
- Vân Anh trong vai Trâm
- Thùy Hương trong vai Thu
- Hồng Sơn trong vai Thanh
- Trần Thụ trong vai Tuyến
- NSƯT Thế Bình trong vai Thạch
- Hương Dung trong vai Bà Nguyệt
- NSƯT Phú Thăng trong vai Cường
- Thanh Nhàn trong vai Hương Lan
- Thanh Duyên trong vai Duyên
- NSƯT Anh Thái trong vai Cụ Trần
- NSƯT Phùng Tiến Minh trong vai Lai
- Linh Huệ trong vai Hồng
- Phương Hạnh trong vai Bà Huệ
- Hoàng Yến trong vai Loan
- Sĩ Toàn trong vai Hàm

Cùng một số diễn viên khác....

## Ca khúc trong phim
Bài hát trong phim là ca khúc "Dòng đời" do Tiến Minh sáng tác và thể hiện. Sau khi ra mắt, ca khúc đã nhanh chóng nhận được nhiều sự chú ý trên các diễn đàn mạng âm nhạc với lượt nghe cao chỉ sau hơn 10 ngày phim được phát sóng.

## Sản xuất
Phim được quay chủ yếu tại tỉnh Bắc Ninh. Đạo diễn Bùi Huy Thuần cho biết do kinh phí làm phim hạn hẹp, không có trường quay nên nhiều cảnh quay phải nhờ bối cảnh của địa phương. Theo biên kịch Đình Kính, nhân vật vị chủ tịch không được lấy từ bất cứ khuôn mẫu nào mà do ông tiếp xúc với các chủ tịch từ Bắc vào Nam để lấy những đặc điểm về xây dựng cho nhân vật của mình.

## Giải thưởng
| Năm  | Giải thưởng                                | Hạng mục                | (Người) đề cử   | Kết quả   | Tham khảo    |
| ---- | ------------------------------------------ | ----------------------- | --------------- | --------- | ------------ |
| 2011 | Liên hoan Truyền hình Toàn quốc lần thứ 31 | Phim truyền hình        | —               | Giải bạc  | [ 10 ]       |
| 2011 | Giải Cánh diều                             | Phim truyện truyền hình | —               | Bằng khen | [ 7 ] [ 11 ] |
| 2011 | Liên hoan phim Quốc tế Stockholm           | Quay phim xuất sắc nhất | Phạm Quang Minh | Đoạt giải | [ 8 ]        |